# 315th Airlift Wing
Il 315th Airlift Wing è uno stormo associato dell'Air Force Reserve Command, inquadrato nella Fourth Air Force. Il suo quartier generale è situato presso la Joint Base Charleston, nella Carolina del Sud.

## Missione
Lo stormo non dispone di velivoli, ma è associato al 437th Airlift Wing, Air Mobility Command, al quale fornisce personale per l'addestramento e la manutenzione dei suoi C-17A.

## Organizzazione
Attualmente, al settembre 2017, esso controlla:
- 315th Operations Group. 
  - 315th Operation Support Squadron
  -  300th Airlift Squadron
  -  317th Airlift Squadron
  -  701st Airlift Squadron
  - 315th Aeromedical Evacuation Squadron
  -  4th Combat Camera Squadron
  - 315th Contingency Response Flight
- 315th Mission Support Group
  - 315th Force Support Squadron
  - 315th Security Forces Squadron
  - 315th Civil Engineer Flight
  - 315th Logistics Readiness Squadron
  - 315th Services Flight
  - 38th Aerial Port Squadron
  - 81st Aerial Port Squadron
- 315th Maintenance Group
  - 315th Aircraft Maintenance Squadron
  - 315th Maintenance Squadron
- 315th Aerospace Medicine Squadron

## Storia

### Allineamento
- Costituito come 315th Troop Carrier Wing, Medium il 23 maggio 1952, e attivato il 10 giugno 1952
- Inattivato il 18 gennaio 1955
- Rinominato come 315th Air Commando Wing, Troop Carrier il 21 febbraio 1966. Organizzato l'8 marzo 1966
- Rinominato come  315th Air Commando Wing il 1 agosto 1967
- Rinominato come  315th Special Operations Wing il 1 agosto 1968
- Rinominato come  315th Tactical Airlift Wing il 1 gennaio 1970
- Inattivato il 31 marzo 1972
- Rinominato come 315th Military Airlift Wing (Associate) il 29 gennaio 1973
- Attivato nella Riserva il 1 luglio 1973
- Rinominato come  315th Airlift Wing (Associate) il 1 febbraio 1992
- Rinominato come  315th Airlift Wing il 1 ottobre 1994

### Assegnazioni
- 315 Air Division (Combat Cargo), dal 10 giugno 1952 al 18 gennaio 1955
- Pacific Air Forces, dal 21 febbraio 1966
- 315 Air Division (Combat Cargo), dal 8 marzo 1966 (aggregato alla 2nd Air Division, dall'8 al 31 Marzo 1966 e alla Seventh Air Force dal 1 Aprile al 15 ottobre 1966)
- 834 Air Division, dal 15 ottobre 1966
- Seventh Air Force, dal 1 dicembre 1971 al 31 Marzo 1972
- Eastern Air Force Reserve Region, dal 1 luglio 1973
- Fourteenth Air Force, dal 8 ottobre 1976
- Twenty-Second Air Force, dal 1 luglio 1993 ad oggi

### Componenti operative

#### Groups
- 315th Troop Carrier (successivamente, 315th Operations) dal 10 giugno 1952 al 18 gennaio 1955 e dal 1 agosto 1992 fino ad oggi

#### Squadrons
- 8th Special Operations dal 31 luglio 1971 al 15 gennaio 1972 (distaccato dal 5 al 15 gennaio 1972)
- 9th Special Operations dal 30 settembre 1971 al 29 febbraio 1972 (distaccato dal 9 gennaio al 29 febbraio 1972)
- 12th Air Commando (distaccato 12th Special Operations) dal 15 ottobre 1966 al 30 settembre 1970
- 19th Air Commando (distaccato 19th Special Operations) dal 8 marzo 1966 al 10 giugno 1971
- 300th Military Airlift (successivamente, 300th Airlift) dal 1 luglio 1973 al 1 agosto 1992
- 309th Air Commando (successivamente, 309th Special Operations) dal 8 marzo 1966 al 31 luglio 1970
- 310th Air Commando (successivamente, 310th Special Operations) dal 8 marzo 1966 al 15 gennaio 1972, aggregato dal 16 al 26 gennaio 1972
- 311th Air Commando (successivamente, 311th Special Operations) dal 8 marzo 1966 al 5 ottobre 1971
- 317th Airlift: dal 1 aprile al 1 agosto 1992
- 701st Military Airlift (successivamente, 701st Airlift) dal 1 luglio 1973 al 1 agosto 1992
- 707th Military Airlift (successivamente, 707th Airlift) dal 1 luglio 1973 al 1 agosto 1992

#### Flight
- Royal Australian Air Force Air Transport Flight, Vietnam, aggregato dal 8 marzo al 15 ottobre 1966

#### Detachments
- Det. 5, HQ 315th Air Division (Combat Cargo), aggregato dal 8 marzo al 15 ottobre 1966
- Det. 6, HQ 315th Air Division (Combat Cargo), aggregato dal 8 marzo al 15 ottobre 1966
- Det. 1, HQ 315th Air Commando Wing, Troop Carrier dal 1 agosto al 15 ottobre 1966

### Basi
- Brady Air Base, Giappone, dal 10 giugno 1952 al 18 gennaio 1955
- Tan Son Nhut Air Base, Vietnam del Sud, 8 marzo 1966
- Phan Rang Air Base, Vietnam del Sud, dal 15 giugno 1967 al 31 marzo 1972
- Charleston AFB, Carolina del Sud dal 1 luglio 1973 ad oggi

### Velivoli
- C-46, 1952-1955
- CV-2, 1966
- UC-123, 1966-1971
- C-123, 1966-1972
- C-130, 1966
- A-37, 1971-1972
- C-47, 1971-1972
- O-2, 1971-1972
- C-5, 1973
- C-141, 1973-2001
- C-17, 1993 ad oggi